# Wolfgang Spielhagen

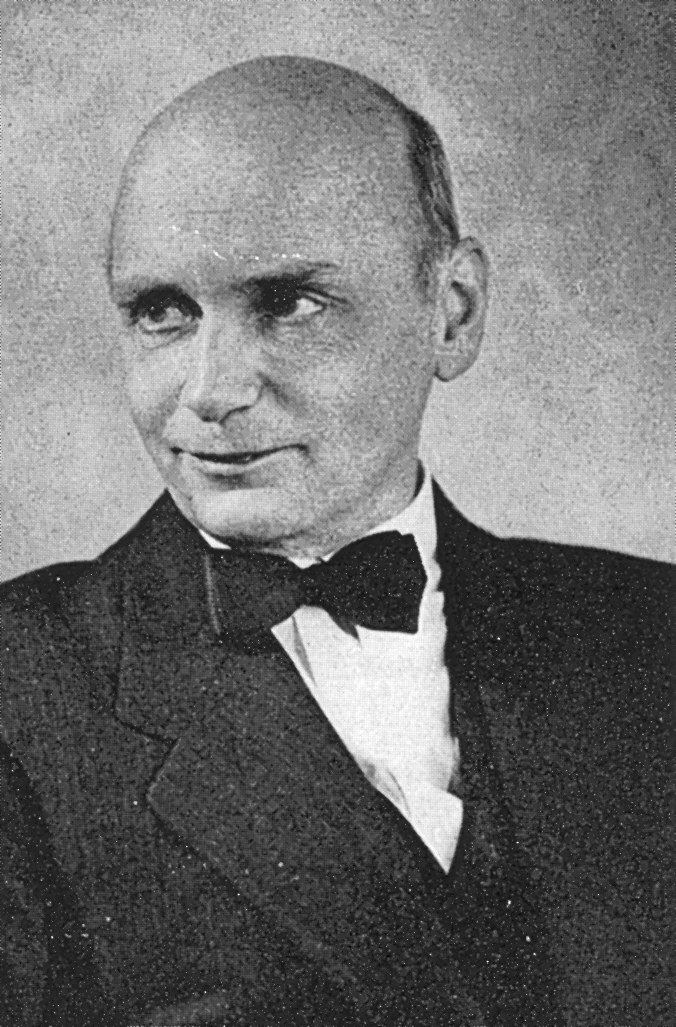
Wolfgang Spielhagen

Wolfgang Spielhagen (ur. 21 marca 1891 w Charlottenburgu, zm. 28 stycznia 1945 we Wrocławiu) – burmistrz Wrocławia. Studiował prawo w Berlinie i w Lozannie. Członek NSDAP (od 1934), komisaryczny drugi burmistrz Wrocławia (od maja 1940), odpowiedzialny za finanse miasta. Pod koniec stycznia 1945 starał się o przeniesienie do Berlina, z uwagi na tę prośbę ówczesny nadburmistrz Wrocławia Ernst Leichtenstern złożył gauleiterowi Śląska Karlowi Hankemu donos o defetyzmie Spielhagena. Uwięziony z polecenia gauleitera Hankego, został rozstrzelany dnia 28 stycznia 1945 roku przez pluton Volkssturmu na wrocławskim Rynku, obok pomnika króla Fryderyka Wilhelma III.